# Симони, Эрнест
Эрнест Симони (алб. Ernest Simoni; род. 18 октября 1928, Трошани, Албанское королевство) — албанский кардинал, не имеющий епископской ординации. Кардинал-дьякон с титулярной диаконией Санта-Мария-делла-Скала с 19 ноября 2016.

## Источник
- Информация  (англ.)